# فرانكو بالماميون
فرانكو بالماميون (بالإيطالية: Franco Balmamion)‏ مواليد 11 يناير 1940 في إيطاليا، هو دراج إيطالي سابق في صنف سباق الدراجات على الطريق.

## سباقات أو مراحل فاز بها
- طواف إيطاليا 1963

## روابط خارجية
- فرانكو بالماميون على موقع أرشيف الدراجات (الإنجليزية)
- فرانكو بالماميون على موقع إحصائيات الدراجات الإحترافية (الإنجليزية)
- فرانكو بالماميون على موقع CycleBase (الإنجليزية)
- http://www.sabob.com/products/The_Eagle_of_the_Canavese_Franco_Balmamion_and_the_Giro_Italia.html